# X-Flugzeuge der Vereinigten Staaten
Die X-Flugzeuge sind eine Reihe von Experimentalflugzeugen und -Raketen der US-amerikanischen Streitkräfte bzw. der NASA. Sie dienen der Erforschung neuer Technologien und/oder Bauweisen, wozu in der Regel nur wenige Exemplare eines Typs hergestellt werden. Nach dem Bezeichnungssystem für Luftfahrzeuge der US-Streitkräfte erhält das Fluggerät vor der Entwurfsnummer das Präfix X für seinen Haupteinsatzzweck (eXperimental). Seit 1940 erhielten 53 verschiedene Typen die Missionskennung „X“.

## Geschichte

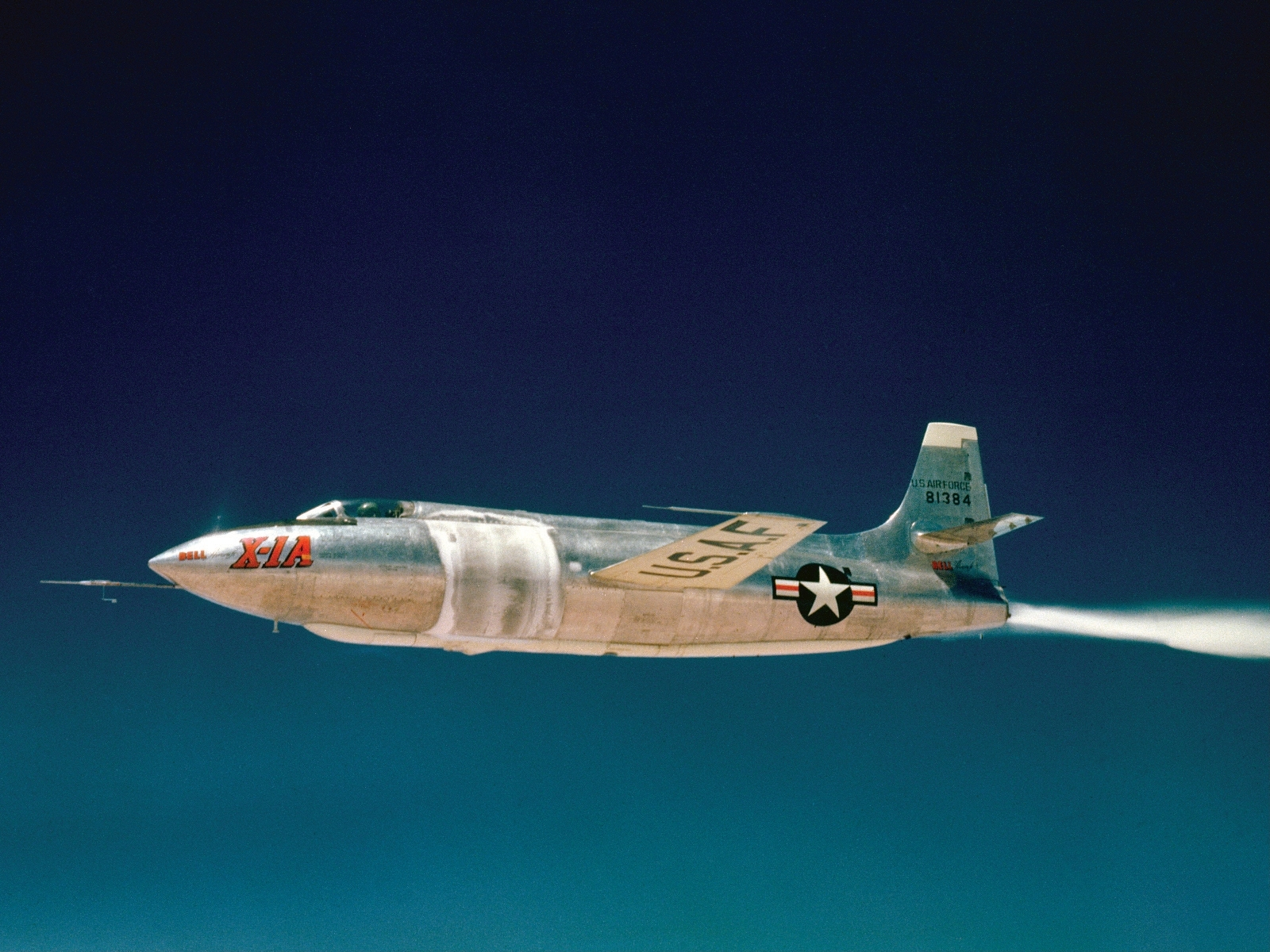
Bell X-1A

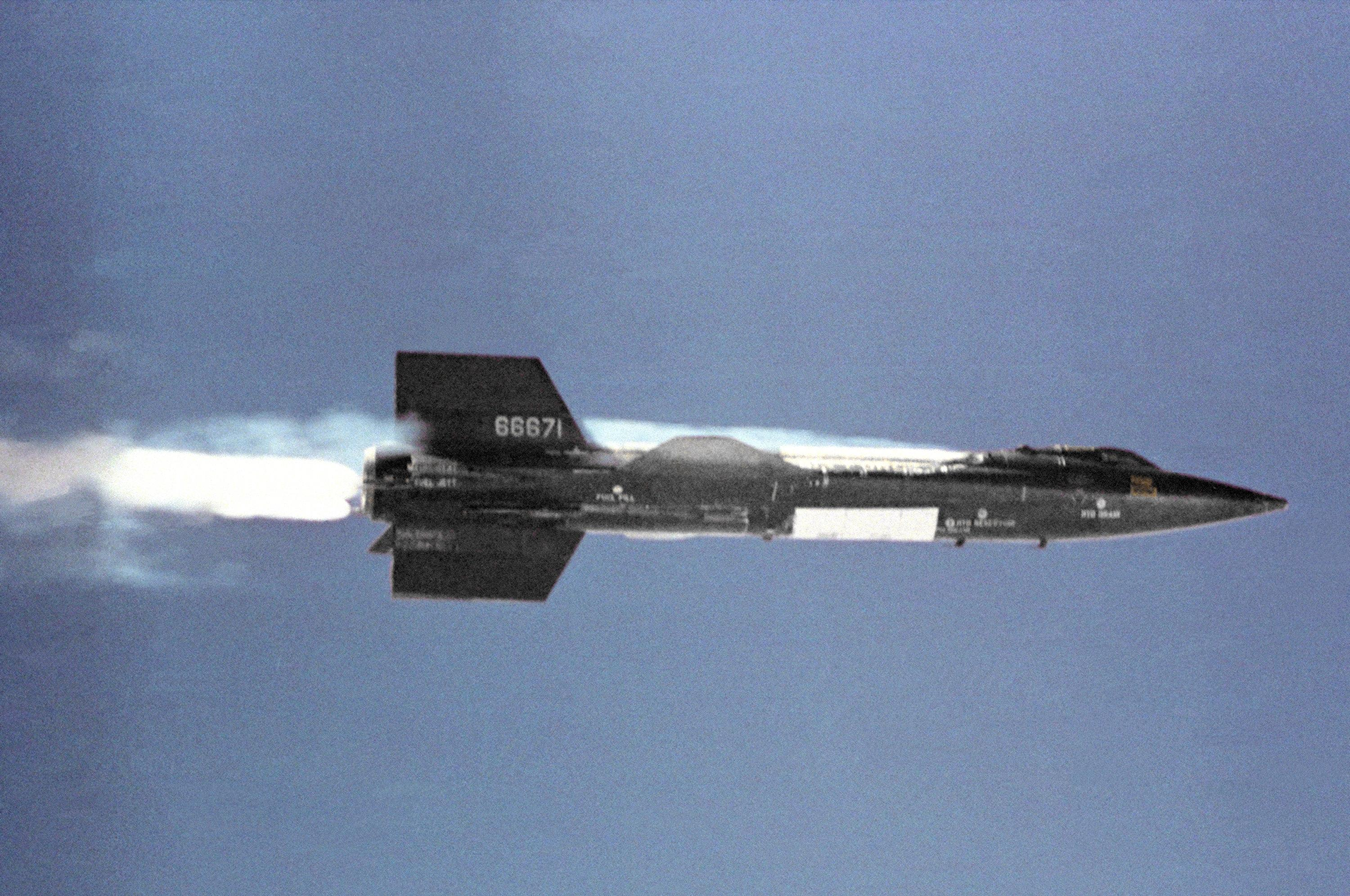
North American X-15

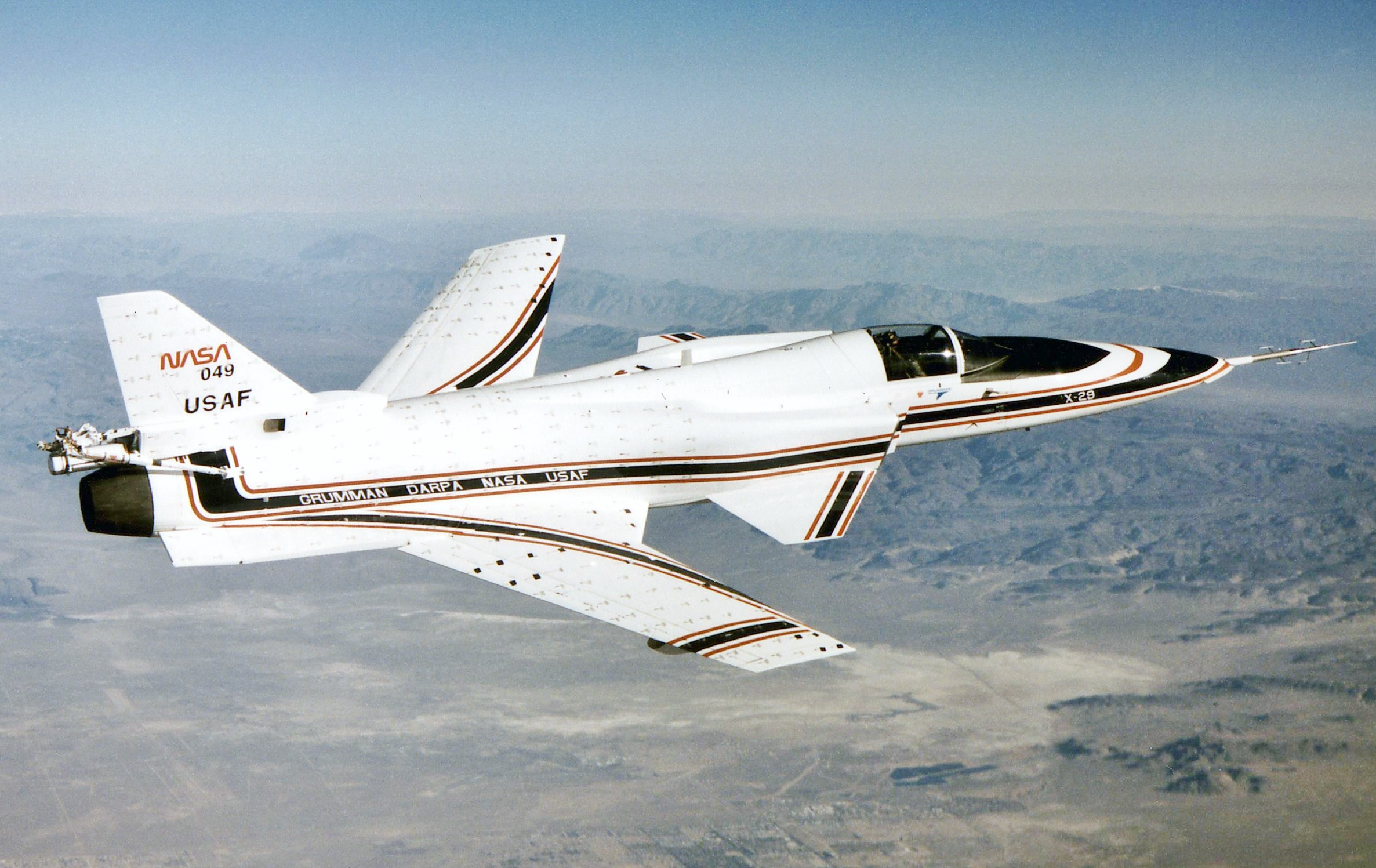
Grumman X-29

Nachdem die Bell X-1 im Jahr 1947 als erstes bemanntes Flugzeug die Schallmauer durchbrochen hatte, waren darauf folgende Typen im Wesentlichen auf die Erforschung des Überschallflugs beschränkt. Neue Bauweisen wie die Stummelflügel der Douglas X-3 oder die Schwenkflügel der Bell X-5 wurden erstmals erprobt.
In den 1950er Jahren war eine Konzentration auf verschiedene Konzepte von Senkrechtstartern zu beobachten. Die Heckstarter-Bauweise der Ryan X-13 galt später als nicht brauchbar, andere Entwürfe wie das Kippflügelflugzeug Hiller X-18 oder die Bell X-14 mit Schubvektorsteuerung zogen weitere Versuchsflugzeuge und Prototypen nach sich.
Ebenfalls in den 1950er Jahren gab es mit der Convair X-6 Pläne für ein Flugzeug, dessen Energieversorgung durch einen Kernreaktor übernommen werden sollte. Erste Tests übernahmen modifizierte Convair B-36, die X-6 selbst wurde jedoch nie gebaut. Mit der Lockheed X-7 erschien das erste unbemannte X-Flugzeug, mit der Aerojet General X-8 eine unbemannte Rakete, welche sogar die Serienfertigung erreichte. Bei den folgenden X-Fluggeräten bis zur X-12 handelte es sich ausschließlich um unbemannte Marschflugkörper.
Mit der Bell X-16 erhielt der Entwurf eines Spionageflugzeugs die Bezeichnung „X“, obwohl es sich nicht um ein Experimentalflugzeug handelte. Es wurde jedoch keine Maschine fertiggestellt.
Von 1959 bis 1968 befand sich die raketengetriebene North American X-15 im Einsatz, welche wegen ihrer Geschwindigkeits- und Höhenrekorde einen hohen Bekanntheitsgrad genießt. Die mit der X-15 erzielten Forschungsergebnisse dienten im Wesentlichen der Raumfahrt, was in die Entwicklung der „Lifting Bodies“ mündete (siehe Tragrumpf).
Im Hinblick auf die vorangegangenen, oft bahnbrechenden X-Fluggeräte stellte der Tragschrauber Bensen X-25 ein ungewöhnliches Konzept dar. Entworfen als Ersatz für die Schleudersitze von Flugzeugen, wurden die Testreihen mit dem Ende des Vietnamkriegs eingestellt. Mit dem Segelflugzeug Schweizer X-26 und dem Kleinflugboot Pereira X-28 erschienen zwei leichte Fluggeräte, die keine neue Technologie enthielten, sondern lediglich die Verwendbarkeit dieser Typen in bestimmten Einsatzrollen beweisen sollten. Die X-26A wurde nach dem Ende des Testprogramms weiter als Trainingsflugzeug genutzt.
Nachdem das X-26-Programm 1973 offiziell beendet und die X-27 nie gebaut wurde, sollte es elf Jahre dauern, bis ein weiteres X-Flugzeug seinen Erstflug absolvierte. Die Grumman X-29 bewies die Verwendbarkeit von Tragflächen mit negativer Pfeilung, jedoch ging in den USA nie ein Flugzeug dieser Bauart in Serie.
Spätestens seit den 1990er Jahren beschränken sich die X-Flugzeuge auf drei Schwerpunkte:
- Mehrzweck-Kampfflugzeuge mit Schubvektorsteuerung für erhöhte Manövrierbarkeit und VTOL bzw. STOL-Fähigkeit sowie Tarnkappeneigenschaften. Bemerkenswert sind in diesem Zusammenhang die Boeing X-32 und die Lockheed Martin X-35, die beide als Demonstratoren für das JAST-Programm dienten. Zwei X-Flugzeuge gleichzeitig für den gleichen Einsatzzweck zu ordern war bis dahin einzigartig in der Geschichte.
- Raumfähren (z. B. Orbital Sciences X-34), Raumflugzeuge (z. B. Boeing X-37) und Landegleiter (Fortführung des Lifting Body-Konzepts, X-38)
- Unbemannte Drohnen, beispielsweise die Boeing X-45 oder der Northrop Grumman X-47.

Die Bezeichnung X-39 wurde von der Air Force für ein Testprogramm reserviert, welches nach bisherigem Kenntnisstand nie durchgeführt wurde, weshalb nie ein Fluggerät die Bezeichnung erhielt.
Mit der unbemannten Boeing X-43A kam das erste Scramjet-Triebwerk bei den X-Flugzeugen zum Einsatz, was mit der Boeing X-51 fortgeführt werden soll.
Der erste Hubschrauber mit der X-Kennung wurde 2007 fertiggestellt: Der Sikorsky Piasecki X-49 flog am 29. Juni 2007 das erste Mal. Die Drohne Boeing X-50, ähnlich aufgebaut wie ein Hubschrauber, aber mit starren Tragflächen für den Horizontalflug, flog bereits 2003. Die DARPA wollte dem X-50 als erstem echten 50/50-Hybrid aus Hubschrauber und Starrflügelflugzeug eben die „50“ als Kennnummer zuteilwerden lassen, weshalb die 50 vor der 49 vergeben wurde.
Die X-53 (die 52 bleibt frei, um Verwechslungen mit dem B-52-Programm zu vermeiden) ist eine modifizierte F/A-18A, mit der die US-Luftwaffe und die NASA das Prinzip des aktiven aeroelastischen Flügels weiter erforschen wollen.
Mit der Lockheed Martin X-55 Advanced Composite Cargo Aircraft (ACCA) sollen neue Technologien erprobt werden, um deutliche Gewichtsreduzierungen und Leistungssteigerungen bei Transportflugzeugen zu erreichen. Es wurde eine Dornier 328Jet umgebaut. Der Erstflug war am 2. Juni 2009.
Das jüngste Flugzeug in der Reihe ist die unbemannte Lockheed Martin X-56, die im Juli 2013 erstmals flog. Bei der X-56 steht die Erprobung neuer aerodynamischer Konzepte wie etwa zur Flatterunterdrückung im Vordergrund. Die X-57 ist ein in Planung befindlicher Technologieerprobungsträger der NASA zur Erforschung eines umweltfreundlichen, leisen und effizienten Elektroantriebes.

## Flugzeuge mit der Statuskennung X
Die Statuskennung „X“ ist zwar auch von „experimental“ abgeleitet, sie steht aber vor dem Hauptkennbuchstaben und bezeichnete den Prototypstatus eines Flugzeugmusters. Im Gegensatz zu Flugzeugen mit der Hauptkennung „X“ diente ein so bezeichneter Typ nicht der Grundlagenforschung, sondern sollte die Verwendbarkeit eines bestimmten Musters beweisen, in der Regel mit der Option einer Serienfertigung. Die letzten Nummern mit einem X-Präfix wurden 1962 für die XB-70 und die XC-142 vergeben. Seitdem wird für Prototypen die Statuskennung „Y“ verwendet.